# Adorjás
Adorjás község Baranya vármegyében, a Sellyei járásban.

## Fekvése
Az Ormánság északkeleti vidékén fekszik, Siklóstól nyugatra, Harkány és Vajszló között.
A szomszédos települések: észak felől Kórós, kelet felől Drávapiski, délkelet felől Kémes, dél felől Cún, nyugat felől Sámod, északnyugat felől pedig Páprád.

### Megközelítése
Legfontosabb közúti megközelítési útvonala a Harkány-Sellye-Darány közt húzódó 5804-es út, ezen érhető el mindhárom említett település irányából. Lakott területeit azonban az előbbi út nem érinti, oda csak az 58 128-as számú mellékúton lehet eljutni, amely Adorjás után még továbbvezet észak felé, Kórós központjáig. Sámoddal egy változó minőségű, alsóbbrendű önkormányzati út köti össze.
A megyeszékhelyről, Pécsről Vajszlón vagy Harkányon át közelíthető meg.

## Története
A feljegyzések szerint 1251-ben Villa Azarias volt a település neve, s ezt a nevet használták még 1432-ben is. Egykor Siklós várához tartozó vámhely volt. Földesurai a Garaiak, Gerébek, Perényiek, Zrínyiek és a Batthyányiak voltak.
Később a lakosság északabbra költözött. A falu jelenlegi területét a 13. században népesítették be. Az itt élő nép a reformáció korai szakaszában református hitre tért, és csak a 19. század második felétől vált fokozatosan római katolikussá.

## Közélete

### Polgármesterei
- 1990–1994: Tóth Gyula (független)[3]
- 1994–1998: Tóth Gyula (független)[4]
- 1998–2002: Tóth Gyula (független)[5]
- 2002–2006: Tóth Gyula (független)[6]
- 2006–2010: Tóth Gyula (MSZP)[7]
- 2010–2014: Tóth Gyula (MSZP)[8]
- 2014–2019: Fintáné Buzás Brigitta (független)[9]
- 2019–2024: Fintáné Buzás Brigitta (Fidesz-KDNP)[10]
- 2024– : Fintáné Buzás Brigitta (független)[1]

Az önkormányzat címe: 7841 Adorjás, Petőfi Sándor utca 38., telefonszáma: 06-73/496-001, e-mail-címe: adorjas@freemail.hu.

## Népesség
A település népességének alakulása:
| Lakosok száma | 184  | 193  | 180  | 188  | 174  | 154  | 158  | 165  |
|               | 2013 | 2014 | 2015 | 2019 | 2021 | 2022 | 2023 | 2024 |

A 2011-es népszámlálás során a lakosok 100%-a magyarnak, 72,4% cigánynak, 0,6% horvátnak mondta magát (a kettős identitások miatt a végösszeg nagyobb lehet 100%-nál). A vallási megoszlás a következő volt: római katolikus 76,8%, református 17,1%, felekezeten kívüli 2,2% (2,8% nem nyilatkozott).
2022-ben a lakosság 88,3%-a vallotta magát magyarnak, 33,1% cigánynak, 1,9% egyéb, nem hazai nemzetiségűnek (11,7% nem nyilatkozott; a kettős identitások miatt a végösszeg nagyobb lehet 100%-nál). Vallásuk szerint 48,7% volt római katolikus, 12,3% református, 4,5% egyéb katolikus, 6,5% felekezeten kívüli (27,9% nem válaszolt).

## Nevezetességei
- Református templom és paplak

A község egyetlen műemléke az 1837-ből származó toronysisakos, késő barokk stílusú templom, mely a festett fakazettás református templomok egyik szép példája.

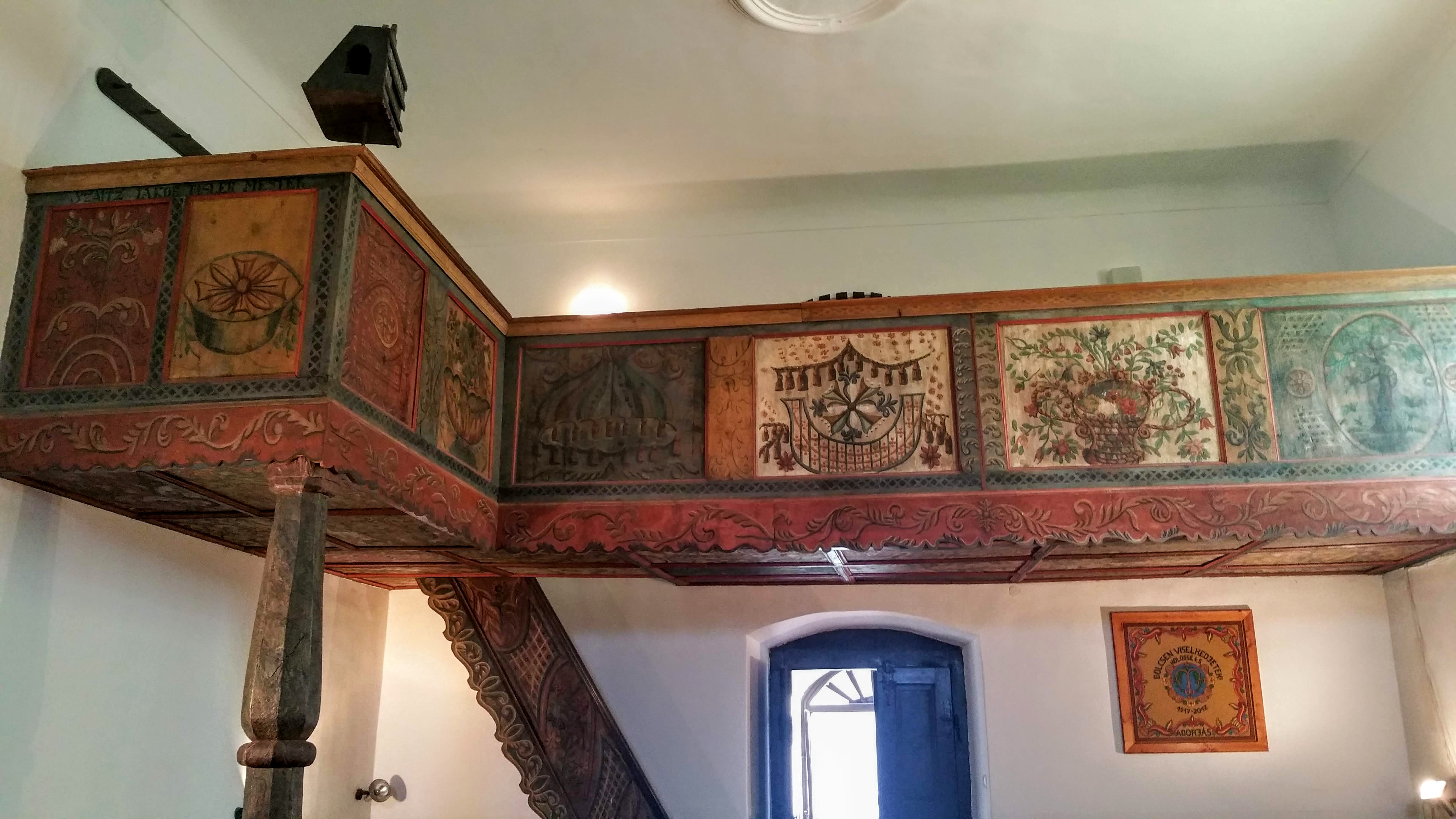
a református templom karzata

Berendezése jelentős, így az úrasztala, a padok, a papi szék és a szószék is. Az L alakú kóruskarzaton nyolc festett tábla van. Az egyik szélén a készítő neve olvasható: „Szaitz Jakab tisler mester”. A karzat alját rokokó ornamentikájú mennyezettáblák díszítik. A kórustáblák rajzosak, halvány tónusú virágelemekkel, rácsmotívummal és egyéni rojtelemekkel telítettek. Az alapszínek vörös, sárga és kék. Az egyik táblán bárka van, amelynek terhe egy szépen megrajzolt rozetta. E fölött rojtfüggöny van, mintegy védve az egyházat jelképező bárkát a sok kis körrel jelzett özönvíztől.
A templom mellett műemlék jellegű paplak áll.
A templom másik oldalán szépen gondozott park húzódik, első és második világháborús emlékművel.